# Widowmaker hill climb
La Widow Maker hill climb (en anglès: Pujada de turó "Fabricant de vídues") és una competició de hillclimb que se celebra un o dos cops l'any a Croydon, Utah, EUA.
La prova consisteix en dues competicions professionals principals: la pujada en motocicleta, disputada generalment al juny, i la pujada en moto de neu, disputada cap al gener. A banda, hi ha una sèrie de proves complementàries que inclouen competicions d'afeccionats en motocicleta, ATV i motos de neu.

## Història
La primera edició de la prova es feu el 1964 i es disputà ininterrompudament durant anys, fins que el 1988 es deixà de celebrar, estant-se 15 anys sense organitzar fins que l'any 2003 es reprengué. Des d'aleshores, la Widow Maker ha esdevingut molt popular tant a nivell local com al de competició professional interestatal.
Això s'ha atribuït a la dificultat extrema de l'ascensió: d'ençà de la represa de la competició, tot i la participació de pilots d'alt nivell, només tretze participants han aconseguit mai d'arribar al cim del turó, coronant així els seus 1.000 peus (304,8 metres) d'alçada.
La darrera vegada en què s'assolí la fita dels 1.000 peus fou el 8 de març de 2009, en què el programa d'esports extrems de la MTV Nitro Circus va presentar-hi un equip de corredors de gran nivell, entre els quals el pilot de motocròs i FMX Travis Pastrana. Tot i que Pastrana no ho aconseguí, aquell dia el cim es coronà per tretzena vegada.